# Трибути
Tрибути субила уобичајена и обавезна давања градова, држава и владара средњем веку. 
Савремена наука је реч трибут преузела из дубровачких архивских докумената и применила у односу на град и неколико његових дажбина различитих по пореклу. Град Дубровник и његово подручје, дуго је обухватао само узано копно од Затона на западу до жупе Жрновнице на истоку. Зато је био упућен на економске везе са државама у унутрашњости којима је давао разне трибуте. Први дубровачки трибут забележио је византијски цар и писац Константин Порфирогенит. За земљиште које је обрађивало његово становништво, Дубровник је плаћао закупнину по 36 златника годишње кнезовима Требиња и Захумља. 
У повељи српског краља Радослава коју је 1234. године издао Дубровнику спомиње се хумски и требињски трибут под називом могориш. Хумски могориш давала је Дубровачка општина за Ријеку, и затонске винограде и пољичке винограде, а требињски могориш био је накнада за винограде у Жрновници. 
Краљ Владислав је ослободио Дубровчане требињског могориша, а хумски могориш, све док је постојао, падао је на терет поседника имања у Ријеци и Затону. Приликом исплате трибута Општина је као уздарје добијала краву, а статутом је предвиђено коме и како се говеђе месо делило. Почетком XIV века хумски могориш примали су Дедићи из Попова поља. 
Када је Хумом завладао, бан Стјепан II Котроманић тражио је могориш за себе, што су Дубровчани одбили са образложењем да он припада Дедићима из Попова и да на њега немају право ни српски ни босански владари ни хумски кнез. 
Након жупановог слома могориш је припао Твртку I Котроманићу. Од тада је исплаћиван или босанским владарима или господарима Попова поља. Ширењем пословних веза дубровачких трговаца у Србији и повећањем укупне размене, српски владари су настојали да повећају регална права од ове делатности. Дубровчани су Стефану Првовенчаном плаћали што је закон тржником, краљ Владислав је добио хиљаду перпера и педесет лаката скрлата. 
Сталан годишњи доходак од 2 000 перпера први је почео да прима краљ Урош I. Дубровачка општина плаћала га је за слободу трговине. Од времена краља Драгутина као рок исплате усталио се Митровдан. Овај рок је по правилу поштован, а исплата се одлагала у време претњи, међусобица, смутњи и сукоба. За време стабилне власти, право на доходак српским владарима није оспоравано. Међутим, слабљењем централне власти и појавом обласних господара, владарево право на доходак доводи се у питање. Српски и оба стонска дохотка тражио је угарски краљ Лудвиг I после Задарског мира 1358, када је постао заштитник Дубровачке општине. Овај захтев је ушао у уговор између Угарске и Општине. Уз дозволу цара Уроша, светодмитарски доходак повремено су примали господари Конавала, Требиња и Драчевице, најпре Војислав Војиновић, а затим његова удовица Гоислава. Пошто је 1368. године потиснуо стрину Гоиславу, овај доходак захтевао је жупан Никола Алтомановић, што је Општина енергично одбила. Ипак, после смрти цара Уроша, Општина је са жупаном склопила мир и његовим људима 1372. године исплатила 2 000 перпера дохотка. 
Расапом Николе Алтомановића, господар приморских жупа у околини Дубровника постао је Ђурађ Балшић, те је он стекао право на светодмитарски доходак до обнове српске државе. Балшићи би то право изгубили. Конавле, Требиње и Драчевицу ускоро је заузео бан Твртко који се 1378. прогласио за краља Срба и Босне те је српски доходак припао њему. Дубровча-ни су га исплаћивали и његовим наследницима све до пада Босне 1463. 
За Стон и полуострво Пељешац, Стефан Душан добио је 8 000 перпера и 500 перпера годишњег данка. Исти годишњи трибут од 500 перпера добио је и бан Стјепан II Котроманић, као господар Хумске земље. 
1350. године Стефан Душан, је трибут уступио манастиру Светог Михаила у Јерусалиму. Када је реч о стонском дохотку, 
Исплату стонског дохотка Дубровачка општина доводила је у питање када су се, током XV века, јерусалимски монаси преселили у манастир Хиландар и манастир Светог Павла на Атосу. Стонски трибут Општина је изједначавала са милостињом. На још веће препреке монаси су наилазили после пада српске државе, јер су исплате вршене уз веровна писма српских владара. Због одуговлачења и ускраћивања исплате, монаси су потражили заштиту од Маре Бранковић и њене сестре Катарине Кантакузине. Интервенисао је и султан Мехмед II.
Тек претњом Ахмет-паше Херцеговића, братства хиландарског и светопавловског манастира призната су као правни наследници стонског трибута.  Тако је стонски доходак постао најдужа правна последица постојања српске средњовековне државе. 
Дубровачка општина је 1452. године склопила савез са браћом Влатковић, господарима пространих крајева на доњој Неретви. Општина је Влатковиће придобила против херцега Стјепана са којим је била у рату и за узврат се обавезала да ће Влатковићима сваке године исплаћивати 600 перпера докле су они живи. Влатковићи су примљени за дубровачке грађане, добили кућу у граду, а у случају да буду приморани да живе у Дубровнику, следовало им је још 600 перпера годишње до повратка на своју баштину. Последњи.пут провижиун је исплаћен 1498. године. 
За годишњи трибут од 500 перпера Сандаљ Хранић је уступио део Конавала Дубровачкој општини. Општина је Сандаљу, а касније и његовом наследнику Стјепану Вукчићу редовно исплаћивала доходак до избијања рата између Дубровника и херцега (1451-1454). Редовна исплата настављена је по закључењу мира. Међутим, поеле смрти херцега Стјепана, Општина је обуставила исплату конавоског трибута херцеговићима. Своје дугове измирила је тек 1473. Расути по свету, потомци херцега Стјепана примали су конавоски доходак до XVII века. Други део плодне жупе Конавала Дубровачка општина добила је од војводе Радослава Павловића за 600 перпера годишње. 
Према уговору од децембра 1426, Општина се обавезала да доходак даје не само мушким него и женским потомцима Радослава Павловића. Три године касније Радослав Павловић се покајао и затражио назад свој део Конавала. Између њега и Дубровчана избио је рат те је привремено обустављена исплата конавоског трибута. Наследници Радослава Павловића мучно су и са закашњењем примали доходак. После пада Босне 1463. и погубљења Павловића, турски војвода Иса-бег Исаковић, као Павловића земље господар, затражио је да се конавоски доходак њему исплаћује, што је Веће умољених једногласно одбило. Десет година касније конавоски доходак захтевао је и султан Мехмед II. Стога су на Порту упућени дубровачки поклисари који су, уз помоћ великих поклона, успешно обавили дипломатску мисију. Турци више нису спомињали конавоски доходак Павловића. 